# Sena de Luna
Sena de Luna es un municipio y lugar español de la provincia de León, en la comunidad autónoma de Castilla y León. Cuenta con una población de 390 habitantes (INE 2024).

## Geografía

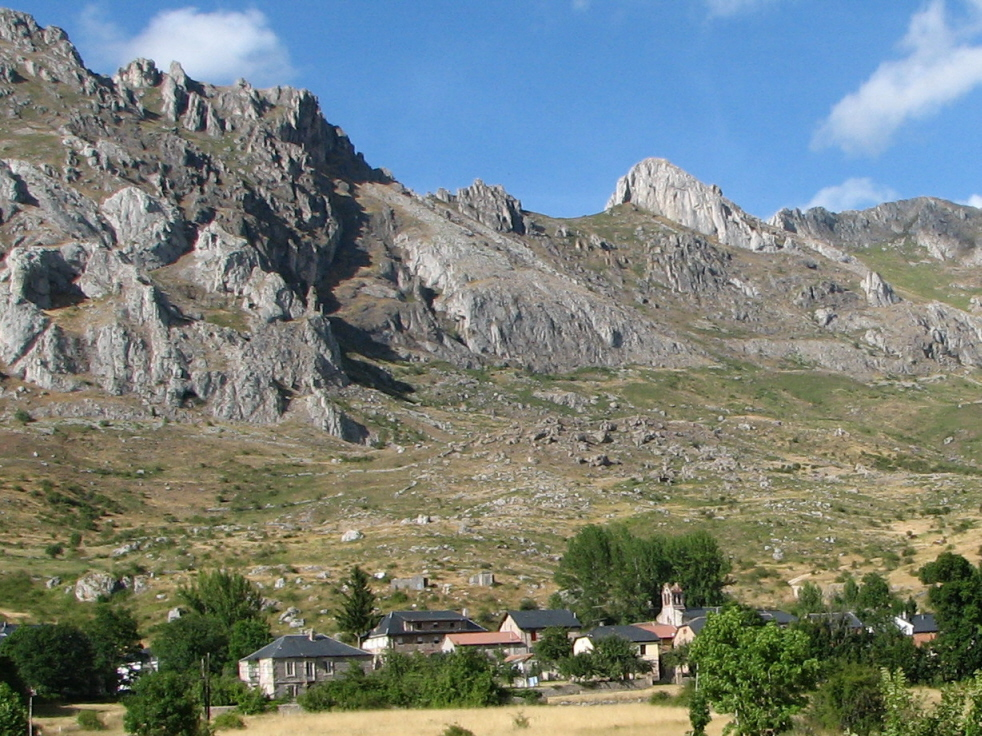
Sena de Luna

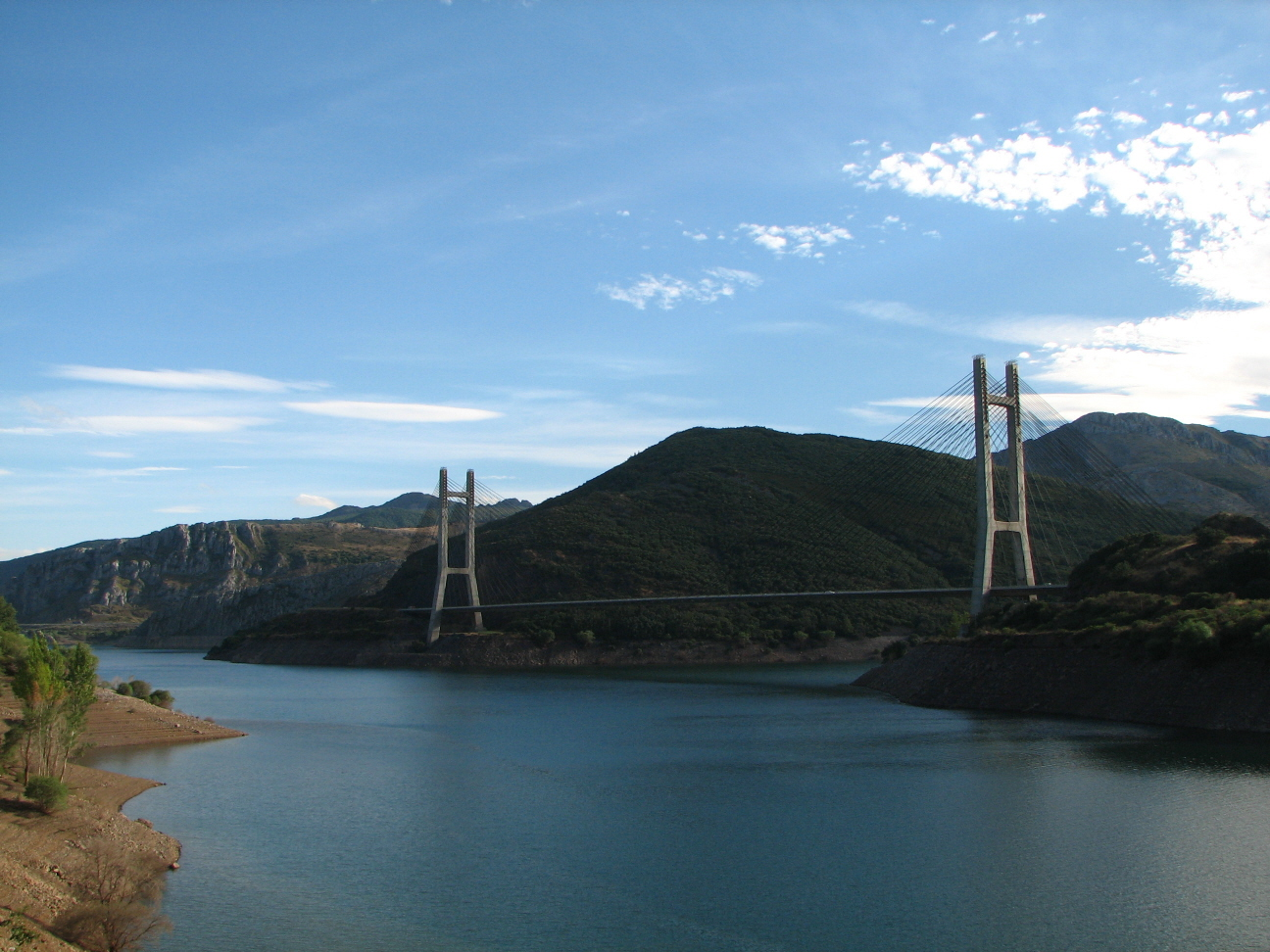
Embalse de Barrios de Luna

### Límites
Limita al norte con el Concejo de Lena (Principado de Asturias); al sur los municipios de Barrios de Luna y Riello; al este con los municipios de Villamanín y La Pola de Gordón; y al oeste con el municipio de San Emiliano.

### Clima
De acuerdo a los datos de la tabla a continuación y a los criterios de la clasificación climática de Köppen modificada Sena de Luna tiene un clima mediterráneo fresco de tipo Csb con abundantes precipitaciones durante el invierno.
| Parámetros climáticos promedio de Sena de Luna (Rabanal de Luna) en el periodo 1961-2003 | Parámetros climáticos promedio de Sena de Luna (Rabanal de Luna) en el periodo 1961-2003 | Parámetros climáticos promedio de Sena de Luna (Rabanal de Luna) en el periodo 1961-2003 | Parámetros climáticos promedio de Sena de Luna (Rabanal de Luna) en el periodo 1961-2003 | Parámetros climáticos promedio de Sena de Luna (Rabanal de Luna) en el periodo 1961-2003 | Parámetros climáticos promedio de Sena de Luna (Rabanal de Luna) en el periodo 1961-2003 | Parámetros climáticos promedio de Sena de Luna (Rabanal de Luna) en el periodo 1961-2003 | Parámetros climáticos promedio de Sena de Luna (Rabanal de Luna) en el periodo 1961-2003 | Parámetros climáticos promedio de Sena de Luna (Rabanal de Luna) en el periodo 1961-2003 | Parámetros climáticos promedio de Sena de Luna (Rabanal de Luna) en el periodo 1961-2003 | Parámetros climáticos promedio de Sena de Luna (Rabanal de Luna) en el periodo 1961-2003 | Parámetros climáticos promedio de Sena de Luna (Rabanal de Luna) en el periodo 1961-2003 | Parámetros climáticos promedio de Sena de Luna (Rabanal de Luna) en el periodo 1961-2003 | Parámetros climáticos promedio de Sena de Luna (Rabanal de Luna) en el periodo 1961-2003 |
| Mes | Ene.                                                                                     | Feb.                                                                                     | Mar.                                                                                     | Abr.                                                                                     | May.                                                                                     | Jun.                                                                                     | Jul.                                                                                     | Ago.                                                                                     | Sep.                                                                                     | Oct.                                                                                     | Nov.                                                                                     | Dic.                                                                                     | Anual                                                                                    |
| --- | ---------------------------------------------------------------------------------------- | ---------------------------------------------------------------------------------------- | ---------------------------------------------------------------------------------------- | ---------------------------------------------------------------------------------------- | ---------------------------------------------------------------------------------------- | ---------------------------------------------------------------------------------------- | ---------------------------------------------------------------------------------------- | ---------------------------------------------------------------------------------------- | ---------------------------------------------------------------------------------------- | ---------------------------------------------------------------------------------------- | ---------------------------------------------------------------------------------------- | ---------------------------------------------------------------------------------------- | ---------------------------------------------------------------------------------------- |
| Temp. media (°C) | 1.0                                                                                      | 2.0                                                                                      | 4.4                                                                                      | 6.1                                                                                      | 9.3                                                                                      | 13.3                                                                                     | 16.3                                                                                     | 15.9                                                                                     | 13.1                                                                                     | 8.7                                                                                      | 4.3                                                                                      | 1.6                                                                                      | 8.0                                                                                      |
| Precipitación total (mm) | 134.6                                                                                    | 110.0                                                                                    | 97.8                                                                                     | 93.6                                                                                     | 101.2                                                                                    | 55.1                                                                                     | 33.2                                                                                     | 30.9                                                                                     | 69.1                                                                                     | 129.1                                                                                    | 151.4                                                                                    | 140.7                                                                                    | 1146.6                                                                                   |
| Fuente: Ministerio de Agricultura, Alimentación y Medio Ambiente. Datos de precipitación para el periodo 1961-2003 y de temperatura para el periodo 1961-2003 en Sena de Luna (Rabanal de Luna) |                                                                                          |                                                                                          |                                                                                          |                                                                                          |                                                                                          |                                                                                          |                                                                                          |                                                                                          |                                                                                          |                                                                                          |                                                                                          |                                                                                          |                                                                                          |

## Historia
El municipio formaba parte del antiguo concejo de Luna de Arriba o de Suso, cuyo ayuntamiento se encontraba en Láncara de Luna. Como consecuencia de la construcción del embalse del Pantano de Luna, en 1956, el ayuntamiento se trasladó a Sena de Luna. Siete pueblos del municipio —Arévalo, Campo de Luna, Lagüelles, Oblanca, San Pedro de Luna, Santa Eulalia de las Manzanas y el propio Láncara de Luna— quedaron sepultados bajo las aguas del embalse.
Además de Truva, Miñera, Cosera y Mirantes, así como las Ventas de Mallo, La Canela y Casasola.

## División administrativa
Forman parte del municipio Sena de Luna, el núcleo cabecera, y las siguientes pedanías:
- Abelgas de Luna
- Aralla de Luna
- Caldas de Luna
- Pobladura de Luna
- Rabanal de Luna
- Sena de Luna
- Robledo de Caldas
- Vega de Robledo

## Demografía
Cuenta con una población de 390 habitantes (INE 2024).
| Gráfica de evolución demográfica de Sena de Luna entre 1842 y 2021                                                    |
| |
| Población de derecho según los censos de población del INE. Población de hecho según los censos de población del INE. |

## Comunicaciones
Pese a tratarse de un municipio tradicionalmente muy aislado, dada su ubicación y condición montañosa, actualmente la mayoría de sus núcleos poblacionales se encuentran bien comunicados, su principal vía de acceso es la autopista Ruta de la Plata, que une Gijón con Sevilla, existiendo un acceso de peaje a la misma en las inmediaciones de Caldas de Luna y permitiendo unas rápidas comunicaciones con León capital. El túnel del Negrón, de más de 4 km de longitud y que conecta Asturias con la provincia de León y la meseta se encuentra en el municipio. También lo atraviesa la carretera autonómica CL-626 que une el puerto de Cerredo, en el límite entre Asturias y la provincia de León con Aguilar de Campoo, en la provincia de Palencia. Del entronque con esta carretera, en las inmediaciones de Aralla de Luna, surge además la carretera LE-473 que une el municipio con la Pola de Gordón y la N-630, principal alternativa gratuita para unir León con Asturias, a través del puerto de Pajares.